# Szilícium-egyenirányítós mozdony
Elsősorban Kandó Kálmán fejlesztői munkássága, számos szabadalma eredményeképpen 1932-ben valósággá vált a hegyeshalmi vonalon Budapest - Komárom között a 16000 V-os 50 Hz-es felsővezetéki táplálású üzemszerű villamos vontatás beindítása és később a szilícium-egyenirányítós mozdonyok alkalmazása.

## Előzmények

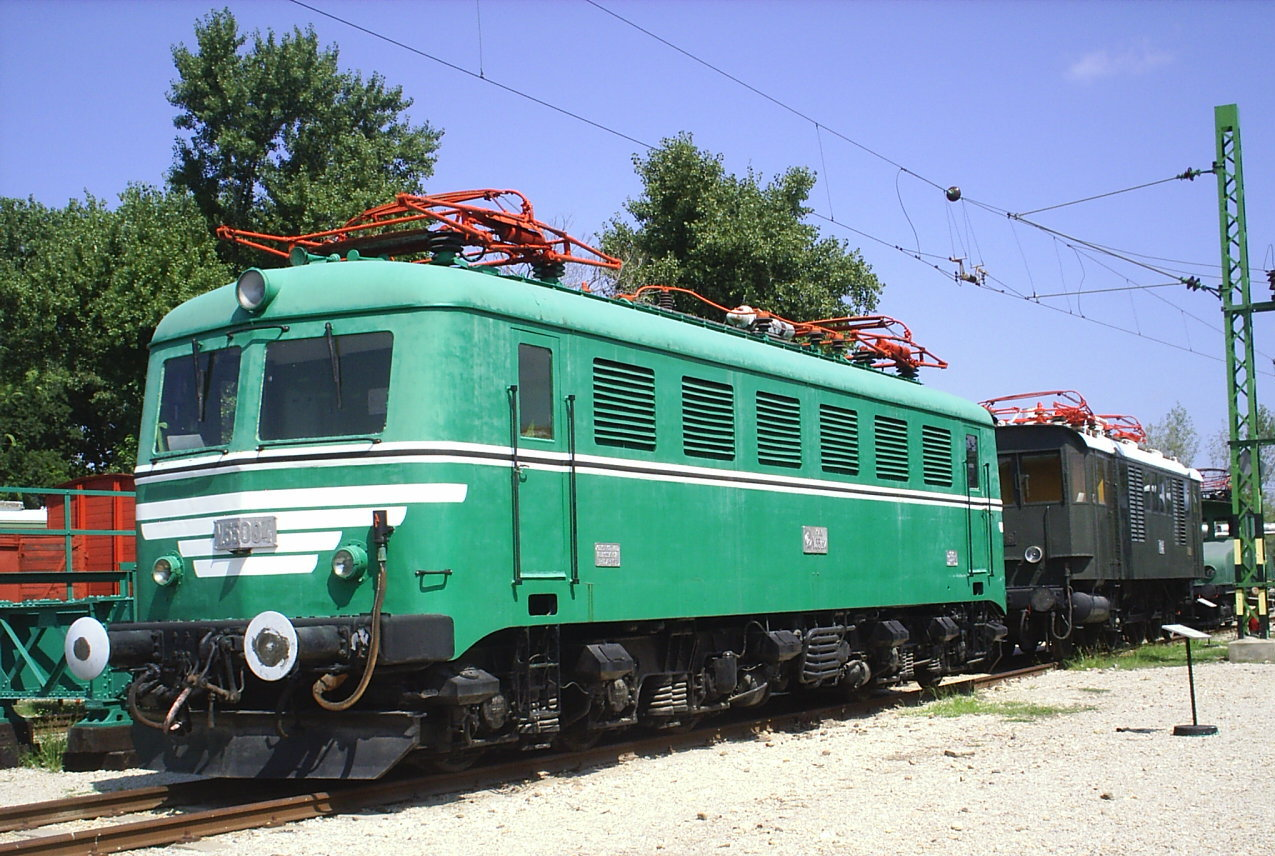
MÁV V55

1957-hez köthető a szilícium egyenirányítós villamosmozdonynak a megszületése, amelynek révén az ipari frekvenciájú vontatási rendszer előnyei nyilvánvalók, kiaknázhatók, és vitathatatlanok lettek.
Amikor 1932. szeptember 12-én Keleti pályaudvar és Komárom között a MÁV felvette a villamos vontatási üzemet, valószínűleg a magyar szakemberek sem gondolták, hogy a Kandó Kálmán felismerésére, az általa megfogalmazott vitathatatlan műszaki-gazdasági előnyökre alapozottan (később Hegyeshalomig) villamosított vonal több mint másfél évtizedig a világ egyetlen üzemszerűen működő 50 Hz-es villamos vontatású vonala lesz. Ennek oka pedig az volt, hogy – eltérően az egyenáramú és a csökkentett frekvenciájú rendszertől – az 50 Hz-es rendszer nem rendelkezett kikristályosodott megoldású mozdonnyal. Kandó egyik zseniális műve, fázisváltós, aszinkronmotoros mozdonya – amely lehetővé tette az 50 Hz-es vontatás megszületését és üzemszerű működését. Ez a 20. század 20-as, talán még 30-as éveinek elején is az elektrotechnika egyik csúcsteljesítménye volt - rudazatos hajtásával, futókerékpárjaival. A négy gazdaságos sebességfokozatával a 30-as évek második felében már elavultnak számított, és nem volt versenyképes a másik két rendszer kiforrott - bár korántsem egyértelműen kedvező műszaki jellemzőkkel rendelkező – mozdonyaival.
A Ganz Villamossági Gyárban két ütemben, a 30-as, majd a 40-es évek végén komoly fejlesztőmunka folyt az 50 Hz-es aszinkronmotoros mozdony fejlesztése érdekében, melynek végső eredménye a MÁV V55 sorozatú, egyes hajtású fázis-frekvenciaátalakítós mozdonya lett.
A fejlesztés Ratkovszky Ferenc, majd Mándi Andor és Sztrókay Pál nevéhez köthető. Az aszinkronmotoros mozdonyok a másik két vontatási rendszer által használt soros karakterisztikájú motorokkal vontató mozdonyaihoz képest vontatási tulajdonságaikat tekintve hátrányosak, továbbá azoknál lényegesen bonyolultabbak voltak, és ez, a táplálási rendszer előnyei ellenére is, gátjává vált az 50 Hz-es rendszer széles körű elterjedésének.
Az 50 Hz-es vontatás történetének új fejezete akkor kezdődött, amikor francia villamos vontatási szakemberek szakítva a korszerűtlen egyenáramú vontatás koncepciójával – talán indíttatva a háború után átmenetileg Franciaországhoz került höllenthali pályán lefolytatott korábbi 50 Hz-es kísérlettől, talán a hagyományos francia-német vetélkedéstől inspirálva, 1947 táján elkezdtek érdeklődni az 50 Hz-es vontatás iránt. Azért, hogy az SNCF tervezett nagyszabású villamosításához megalapozott elméleti ismeretek és gyakorlati tapasztalatok birtokában legyenek, kísérletsorozatba kezdtek, amelynek a nagy jelentősége abban állt, hogy előítéletek nélkül kipróbálták az 50 Hz-es rendszer mind a négy típusú (fázis-frekvenciaátalakítós indukciós motorú, egyfázisú kommutátoros motorú, Ward Leonard-rendszerű, higanygőz-egyenirányítós) mozdonyát, illetve Annecy-ben 1951 októberében, Lille-ben pedig 1955 májusában műszaki konferencián elemezték a felmerült kérdéseket, vonták le a következtetéseket. A francia kísérletek fontos negatív irányú megállapítása volt, hogy az indukciós motorú villamos mozdony forgógépes átalakítókkal nem fejleszthető a vasutak által az 50-es évek korszerű villamos mozdonyával szemben felállított vontatási paraméterek szintjére.
Két vonatkozásban látszott hátrányosnak az indukciós motor (többfázisú aszinkronmotor) mint vasúti vontatómotor:
- A vasúti vontatás szempontjából kedvezőtlen fordulatszám-nyomaték jelleggörbéje a vonóerő (az 50-es évek gyorsan növekvő vonatterhelései miatt elsőrendű követelménnyé előlépő indító vonóerő) vonatkozásában tette versenyképtelenné a soros karakterisztikájú motorral szemben,
- A fordulatszám szabályozás nehézkessége kötött sebességfokozatok alkalmazásában, veszteséges indításban, ezek kiküszöbölése esetén pedig fokozott szerkezeti bonyolultságban, kedvezőtlen fajlagos tömegben jelentkezett.

A kedvezőtlen fordulatszám-nyomaték jelleggörbéje illusztrálására alkalmas volt a MÁV kísérletsorozata, melynek során a 62 tonna „tapadó súlyú” és a kerékkarimán 450 LE teljesítményű MÁV M44 mozdonnyal 8 ezrelékes emelkedésben 1570 tonnás vonat probléma nélkül megindítható volt, míg ugyanezen a pályarészen a 3200 LE-s 92 tonna, „tapadó súlyú” V55 sor. mozdonnyal 1300 tonnánál nagyobb vonatterhelést egyszer sem sikerült megindítani.
Másrészt a vasutak a kötött sebességfokozatokkal szemben ragaszkodtak a gőzvontatásnál megszokott és bevált tetszés szerinti sebességet lehetővé tevő műszaki megoldásokhoz, még azon az áron is, hogy a sebesség nagyobb vonatterhelés esetén emelkedésekben átmenetileg csökken.
A francia kísérletek pozitív tartalmú, a jövőre vonatkozó helyesnek bizonyuló megállapítása az volt, hogy az 50 Hz-es felsővezetékről soros gerjesztésű, egyenáramú vontatómotort kell táplálni, azaz az egyenirányítós mozdonyoké a jövő. Az egyenirányítós mozdony akkor higanygőz-egyenirányítós mozdonyt jelentett, mert a Ward-Leonard rendszerű mozdony, „forgógépes-egyenirányítójának” nagy tömege miatt kedvezőtlenül kis fajlagos teljesítményű, és így nagy teljesítményű mozdony e típusban nem építhető. A higanygőz-egyenirányító nagy „érdeme” az ipari periódusú felsővezeték és a technika akkori állása szerint a legkedvezőbb fordulatszám-nyomaték görbével rendelkező soros gerjesztésű egyenáramú – illetve az ahhoz nagyon közel álló hullámos áramú motor – összekapcsolásának, és ezzel a váltakozó- és az egyenáramú motoros mozdonyok előnyeit egyesítő nagy teljesítményű 50 Hz-es villamos mozdonynak a megteremthetősége volt.
Bár a higanygőz-egyenirányítós mozdony lehetővé tette az 50 Hz-es vontatási rendszer továbbfejlődését, és e mozdonytípusra alapozva indult meg a francia és a szovjet vasút nagyarányú villamosítása, volt néhány, a vasútüzemben súlyosnak mondható hátránya.
Minthogy jó hatásfokú, üzembiztos higanygőz-egyenirányítót csak viszonylag nagy feszültségre lehet gazdaságosan készíteni, a mozdonyok motorjait is nagy feszültségre kellett tervezni, ami kedvezőtlenül befolyásolta a motor szerkezeti kialakítását, hűtését, ezen keresztül a fajlagos mutatóit, és a beépíthető tengelyenkénti teljesítményt. Ezen kívül a kényes higanygőz-egyenirányítókhoz szükséges fűtő-hűtő berendezés, a visszagyújtás üzembiztonságra nézve veszélyes jelensége, új megoldás keresésére ösztönözték a szakembereket.

## Félvezető-áramirányító az 50 Hz-es mozdonyon

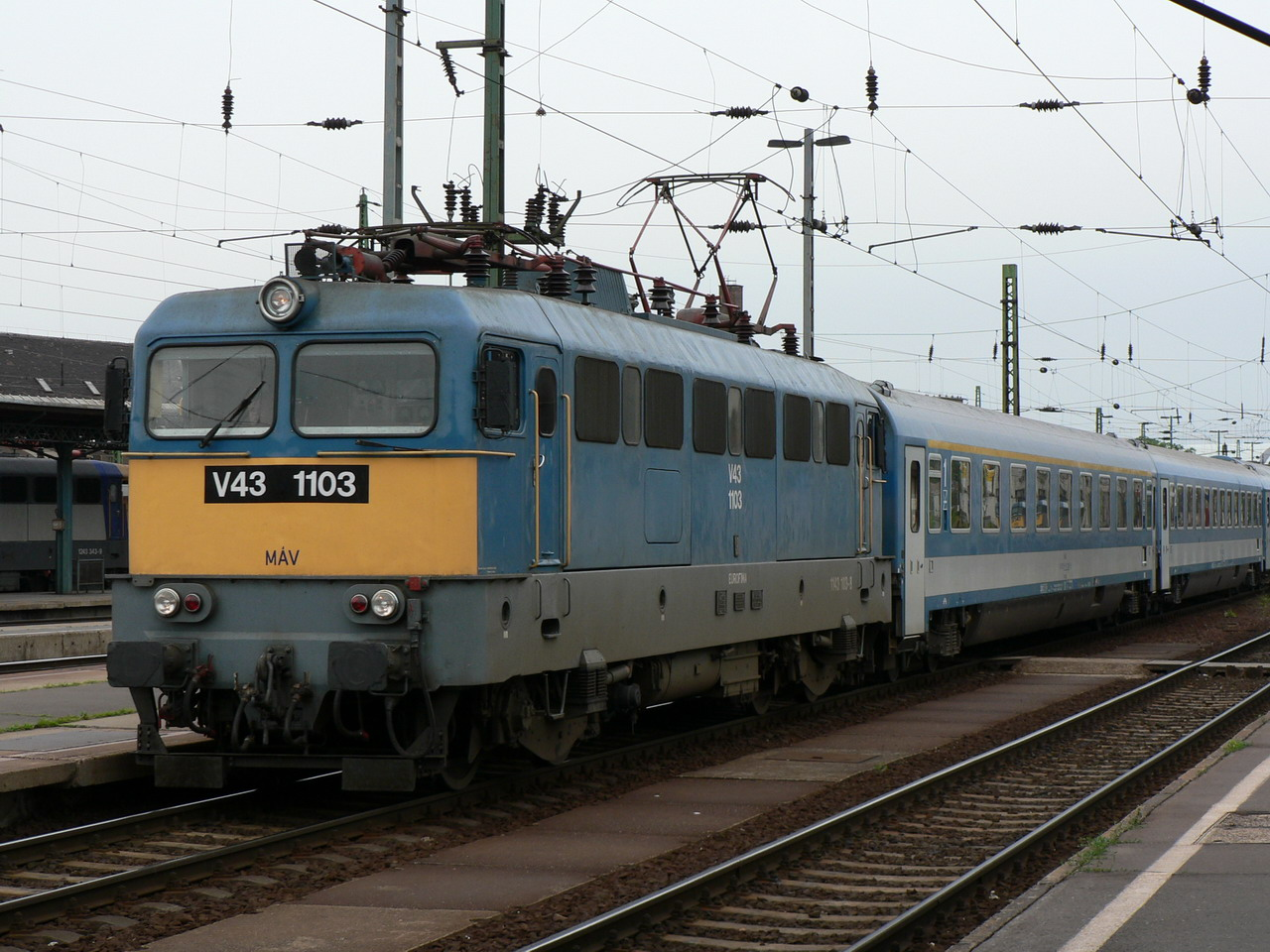
MÁV V43

A félvezető egyenirányító berendezés is – amely az atomfizika gyakorlati eredményének tekinthető - 50 Hz-es mozdonyon jelent meg. Ez természetes, hiszen az 50 Hz-es rendszer kereste a „mozdonyát”. Az angol vasutak 1500 V-os egyenárammal villamosított London körüli hálózatának egyik szakaszán éjszakánként 6,6 KV-os 50 Hz-es váltakozó áramú táplálással (nagyobb feszültség a szigetelésre tekintettel nem volt alkalmazható) kísérletek folytak germánium-egyenirányítós vontatójárművekkel. A DB-nél egy tolatómozdonyban, 1957-ben a higanygőz-egyenirányítót szilícium-egyenirányítóra cserélték, az ASEA svéd mozdonygyár pedig szintén szilícium-egyenirányítós kísérleti mozdonyt épített. Az SNCF pedig két germánium- és két szilícium-egyenirányítós motorkocsit rendelt.
A germánium-egyenirányító nem tudta a higanygőz-egyenirányító terjedését megállítani, így az 50-es évek végéig a higanygőz-egyenirányítós mozdonyok uralták a piacot. 1958 után azonban megjelentek a sorozatgyártású szilícium-egyenirányítós villamos mozdonyok, és ezzel megszületett az 50 Hz-es vontatási rendszer vezető mozdonytípusa. Ez akkoriban a másik két vontatási rendszer mozdonyainál jobb, és a továbbfejlesztés lehetőségét amazokénál jobban magában hordozó, tehát valóban korszerű villamos mozdony lett.
A szilícium-egyenirányító révén, amely közel ideális közvetítő tagnak bizonyult az 50 Hz-es 25 kV-os felsővezeték és a soros karakterisztikájú hullámos áramú vontatómotor között, e mozdonytípus hozta meg az egyfázisú 50 Hz-es villamos vontatási rendszer régóta várt, átütő győzelmét. E vontatási rendszer fölényének prezentálásában az SNCF szerepe volt a meghatározó. Mindez persze nem maradt hatás nélkül Magyarországon sem, egészen új irányt adva a magyar villamos mozdonygyártásnak, és a MÁV villamos mozdony beszerzési elképzeléseinek.
Míg a forgó átalakító gépcsoport fajlagos tömege kb. 12 kg/kW, a higanygőz-egyenirányítóé kb. 1 kg/kW, a szilícium-egyenirányítónál szellőző berendezéssel együtt ez az érték kb. 0,1 kg/kW.
A félvezetős áramirányító berendezések előnyei a higanygőz-egyenirányítóval összehasonlítva:
- érzéketlenek az előforduló környezeti hőmérsékletekkel szemben,
- kicsi a hűtőteljesítmény szükségletük,
- azonnali üzemkészséget biztosítanak,
- nincsenek kopásnak, elhasználódásnak kitett alkatrészeik,
- könnyen adaptálhatok az optimális motoradatokhoz,
- a visszagyújtás lehetőségének a hiánya.

Ez utóbbi körülmény – a főtranszformátor rövidzárási feszültségének viszonylag kis értékre választhatóságának útján - lehetőséget teremt a mozdony teljesítménytényezőjének javítására, és egyúttal a mozdony hatásfokának jelentős növelésére. S, hogy miért a szilícium és miért nem a germánium alapú félvezetők nyertek alkalmazást a vasúti villamos vontatójárművekben? Kisebb a germánium záró feszültsége. Továbbá a szilícium p-n rétegében 140 °C, a germániuméban 60 °C engedhető meg. Germánium-egyenirányítós mozdonynál könnyen előfordulhatott, hogy egy erősebb igénybevétel utáni hosszabb, napon tartózkodást követő, az egyenirányító-szekrények átszellőztetése nélküli nagyterheléssel történő indításkor, az egyenirányító tönkrement. A szilícium nagyobb ionizációs feszültsége és nagyobb fajlagos ellenállása miatt (ez utóbbi következtében a szilíciumdióda a germániummal ellentétben, vezetőirányban melegszik, és záró irányban hűl) nagyobb a terhelhetősége.
A teljesítmény félvezető-technika alkalmazása lehetővé tette a tengelyenkénti teljesítmény lényeges növelését, nagymértékben növekedett a tapadás-kihasználás lehetősége, tágult a vontatómotorok szabályozási tartománya. Közben persze a relés szabályozásokat, vezérléseket a diszkrét elemekből álló áramkörök váltották fel E tényezők együttesen kiváló vontatási tulajdonságú szilíciumdióda egyenirányítós fokozatkapcsolós villamos mozdonyok létrehozását tették lehetővé hullámos áramú motorokkal. A további gyors fejlődés elvezetett a vezérelt egyenirányítókat felhasználó, integrált áramkörös szabályozású-vezérlésű (központi elektronika) 140–160 km/h sebességű tirisztoros mozdonyokig.
Érdemes megjegyezni, hogy a német rendszerű 16 2/3 Hz-es, „csökkentett frekvenciájú vontatási rendszer” is átvette az eredetileg az 50 Hz-es rendszerhez kifejlesztett egyenirányítós megoldást diódás és tirisztoros mozdony formájában. Továbbá a félvezető áramirányítók alkalmazása révén vált lehetővé korszerű, többáramrendszerű villamos mozdonyok megépítése, amelynek jelentőségét a mai Európában nem lehet eléggé hangsúlyozni. A félvezetőtechnika adott nagy lökést a modern villamos motorvonatok kifejlesztésének is. Végül a 70-es, 80-as évek fordulójára a változtatható frekvenciájú háromfázisú inverter lehetővé tette a rövidre zárt forgórészű aszinkronmotor vontatómotorkénti alkalmazását mikroprocesszoros irányítástechnikával, amely minden eddiginél jobb vontatási tulajdonságokkal, visszatápláló fékezéssel rendelkező villamos mozdony megszületését jelentette. Ma tehát a nagyvasúti villamos vontatás legkorszerűbb megoldása nemzetközileg is elfogadottan, az ipari frekvenciájú felsővezeték alatti indukciósmotoros vontatás.